# Табаган
Табаган (каз. Табаган) — горнолыжный курорт в Казахстане, близ Алма-Аты, расположенный в Талгарском районе Алма-Атинской области.
Название происходит от слова «Тобогган» (в англ. Toboggan, что значит «спуск, катание с горы»). В племенах северо-американских индейцев оно означало «широкополосные деревянные зимние сани».

## История
Построен в 2005 году на расстоянии в 17 км от Алма-Аты. Площадь комплекса занимает 91 гектар. Высочайшая точка склона находится на отметке 1650 м над уровнем моря.
Официальная презентация курорта состоялась в январе 2006 года. Тогда же на Табагане был впервые разыгран Кубок Федерации сноуборда и экстремальных видов спорта (ФСЭВС). В апреле 2006 года здесь проходил Евразийский Медиа-форум.
В 2011 году проходили 7-е Зимние Азиатские игры в акробатике по фристайлу, на которых Жибек Арапбаева и Руслан Аблятифов завоевали, соответственно, серебряную и бронзовую медали.
В 2017 году здесь проходили соревнования по лыжной акробатике и дисциплине биг-эйр (вид соревнований, в которых необходимо выполнять трюки после прыжка с трамплина) в рамках Зимней Универсиады. По лыжной акробатике Жибек Арапбаева получила серебряную медаль, а Жанбота Алдабергенова — бронзовую медаль.

## Характеристика
Горнолыжная трасса:
- Количество трасс — 6 (3 легкие, 3 сложные трассы)
- Общая протяженность трасс — 37 км.
- Временной интервал прохода — 20 минут.
- Перепад высоты 400 метров

На территории орудуют два бугельных подъемника и один кресельный.

## Ассортимент
- Катание на горке
  - на горных лыжах
  - на сноубордах
  - «Ночное катание»
  - Санная горка
  - Парнокресельная канатная дорога
- Трасса для беговых лыж
- Летнее катание на «травяной» горке
  - Летняя санная горка
- Конные прогулки
- Катание на снегоходах
- Катание на квадроциклах
- Катание на горных велосипедах
- Полет на параплане
- Пикники на открытом воздухе
- Пейнтбол (Paintball & Strikeball)
- Страйкбол
- Мини-футбол (Футбольное поле)
- Скалодром
- Теннисный корт
- Волейбольная площадка
- Скейт парк
- Летний батут
- Два ресторана
- ТИР
- Летний бассейн
- Бильярд
- Прогулочная конная карета
- Ролики и Велосипеды
- Детская комната

### Водно-оздоровительный комплекс «Акваландия»
- бассейны,
- тренажерный зал,
- джакузи,
- массажные кабинеты,
- сауны,
- солярий
- баня.